# Памятник героям Перекопа
Памятник героям Перекопа — памятный знак, установленный в Москве на Перекопской улице неподалёку от пересечения с Севастопольским проспектом 15 ноября 1972 года. Памятник посвящён штурму Перекопа во время Гражданской войны осенью 1920 года и освобождению Крыма от немецко-фашистских захватчиков весной 1944 года.
Памятный знак представляет собой стенку из красного гранита, стоящую на двух гранитных блоках. На ней — изображение красноармейца в будёновке и солдата в каске; в левой части — надпись «Героям Перекопа. 1920—1944». На противоположной стороне перечислены дивизии, участвовавшие в сражениях за перекоп в 1920 и 1944 годах. Памятник установлен на открытой площадке, выложенной светлыми плитами и обрамлённой цветочными клумбами.
Памятный знак сооружён инициативе и на средства учащихся соседней школы № 531 (ныне структурное подразделение № 2 школы № 554), где на протяжении долгого времени изучалась история героев Перекопа. Памятник изготовлен по эскизу учащегося школы Вадима Ермолаева. В создании мемориала также принимали участие архитектор В. Л. Воскресенский и руководитель школьного кружка изобразительного искусства Ю. С. Зимин.
Памятник относится к категории «городская скульптура». Ежегодно в День Победы к нему возлагают цветы.